# Бердзенишвили, Бека
Бека Бердзенишвили (род. 2 августа 1990) — грузинский самбист и дзюдоист, призёр чемпионатов Грузии по дзюдо, чемпион Грузии по самбо, чемпион и призёр чемпионатов Европы по самбо, призёр чемпионатов мира по самбо, победитель и призёр розыгрышей Кубка мира по самбо, чемпион Европейских игр 2019 года по самбо. Выступает в тяжёлой весовой категории (свыше 100 кг).

## Выступления на чемпионатах страны
- Чемпионат Грузии по дзюдо 2011 года — ;
- Чемпионат Грузии по дзюдо 2012 года — ;
- Чемпионат Грузии по самбо 2018 года — ;
- Чемпионат Грузии по самбо 2021 года — ;